# Camille Barbaud
Camille Henri Émile Alphonse Barbaud (né le 14 juillet 1900 à Gien et décédé le 16 décembre 1996 à Montmorency) est un athlète français, spécialiste des épreuves de demi-fond.

## Biographie
Il est sélectionné en 1924 pour participer aux Jeux olympiques de Paris sur le 3 000 mètres par équipes. Lors de la deuxième demi-finale, il se classe 7e de la course et parvient à atteindre la finale avec ses camarades de l'équipe de France. En finale, il termine 19e et dernier de la course. L'équipe de France termine finalement au pied du podium de l'épreuve remportée par l'équipe de Finlande. 
Sur le plan national, il est finaliste du 3 000 mètres et du 5 000 mètres aux championnats de France d'athlétisme de 1924. Il remporte également la médaille de bronze par équipes des championnats de France de cross 1924 avec le Racing Club de France. 

## Palmarès
| Date | Compétition     | Lieu  | Résultat | Épreuve                                         |
| ---- | --------------- | ----- | -------- | ----------------------------------------------- |
| 1924 | Jeux olympiques | Paris | 19e      | 3 000 mètres par équipes: classement individuel |
| 1924 | Jeux olympiques | Paris | 4e       | 3 000 mètres par équipes                        |

| Date | Compétition                     | Lieu             | Résultat | Temps      | Épreuve                 |
| ---- | ------------------------------- | ---------------- | -------- | ---------- | ----------------------- |
| 1924 | Championnats de France          | Colombes         | 5e       | N.C.       | 3 000 m                 |
| 1924 | Championnats de France          | Colombes         | 5e       | N.C.       | 5 000 m                 |
| 1924 | Championnats de France de cross | Maisons-Laffitte | 3e       | 178 points | Cross Elite par équipes |

## Records
| Épreuve | Marque         | Lieu    | Date |
| ------- | -------------- | ------- | ---- |
| 1 500 m | 4 min 14 s 25  | Inconnu | 1924 |
| 2 000 m | 5 min 52 s 00  | Inconnu | 1924 |
| 3 000 m | 9 min 07 s 00  | Inconnu | 1924 |
| 5 000 m | 15 min 44 s 00 | Inconnu | 1924 |